# Bird on a Rock

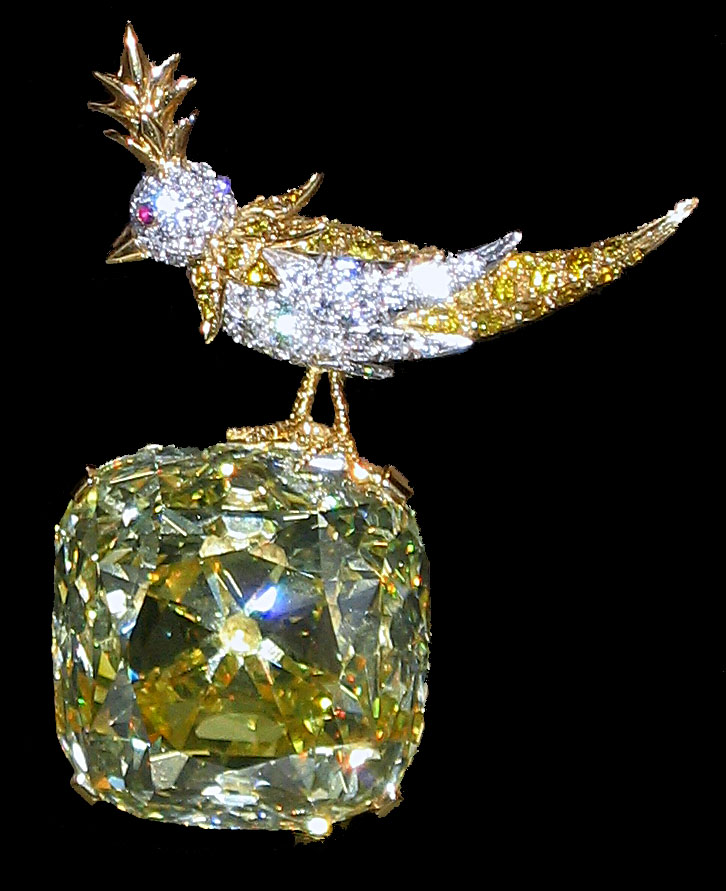
Bird on a Rock met de Tiffanydiamant

Bird on a Rock is een sieradenlijn van Tiffany & Co., ontworpen door de Franse juwelenontwerper Jean Schlumberger.
Jean Schlumberger, die in 1956 in dienst was getreden van Tiffany & Co., ontwierp Bird on a Rock in 1965. Het gaat om een gestileerde kaketoe met kuif gemaakt uit email en goud en bekleed met diamanten, die op een grote edelsteen is gemonteerd. Het geheel is uitgevoerd in de dromerige stijl van Schlumberger en weerspiegelt zijn voorliefde voor gekleurde edelstenen, tweekleurige edelmetalen en uitbundige lijnvoering. Bird on a Rock werd geconcipieerd als broche, maar Tiffany & Co. bracht het ontwerp ook uit als hanger, oorsieraad, halsketting en ring. Voor de edelsteen werd lapis lazuli, topaas en toermalijn gebruikt, maar ook blauwe zirkonia of diamant. Naar aanleiding van de retrospectieve die het Musée des Arts décoratifs in Parijs in 1995 aan het werk van Schlumberger wijdde, werd de gele Tiffanydiamant van 128,5 karaat gemonteerd in Bird on a Rock. En naar aanleiding van de heropening van de boetiek van Tiffany & Co. in New York in 2023 werden vijf vogels gemonteerd op de Tiffanydiamant.